# Italia en los Juegos Olímpicos de la Juventud 2018
Italia compitió en los Juegos Olímpicos de la Juventud 2018 en Buenos Aires, Argentina desde el 6 de octubre al 18 de octubre de 2018.

## Deportes

### Atletismo
| Sexo | Atleta              | Evento           | Stage 1  | Stage 1 |
| Sexo | Atleta              | Evento           | Result   | Rank    |
| ---- | ------------------- | ---------------- | -------- | ------- |
| M    | Davide Finocchietti | 5000 m Race Walk | 20:51'96 | 6       |
| W    | Diletta Fortuna     | Discus Throw     | 48'42    | 7       |

## Medallas
|       | Medalla de oro | Medalla de plata | Medalla de bronce | Total |
| ----- | -------------- | ---------------- | ----------------- | ----- |
| TOTAL | 11             | 10               | 13                | 34    |

## Medallistas
El equipo olímpico italiano obtuvo las siguientes medallas:
| Nombre                                                           | Deporte               | Competición                        |
| ---------------------------------------------------------------- | --------------------- | ---------------------------------- |
| Oro                                                              |                       |                                    |
| Martina La Piana                                                 | Boxeo                 | Hasta 51Kg F                       |
| Giacomo Casadei                                                  | Equitación            | Saltos Individual M                |
| Davide di Veroli                                                 | Esgrima               | Espada Individual M                |
| Giorgia Villa                                                    | Gimnasia              | Artística - Competencia Múltiple F |
| Giorgia Villa                                                    | Gimnasia              | Artística - Salto del Potro F      |
| Giorgia Villa                                                    | Gimnasia              | Artística - Suelo F                |
| Cristiano Ficco                                                  | Halterofilia          | Hasta 85Kg M                       |
| Thomas Ceccon                                                    | Natación              | 50 Metros Libres M                 |
| Alberto Zamariola Nicolas Castelnovo                             | Remo                  | Dos sin Timonel M                  |
| Giorgia Speciale                                                 | Vela                  | Tecno 293+ F                       |
| Sofia Tomasoni                                                   | Vela                  | IKA Twin Tip F                     |
| Plata                                                            |                       |                                    |
| Dalia Kaddari                                                    | Atletismo             | 200 Metros F                       |
| Martina Favaretto                                                | Esgrima               | Florete Individual F               |
| Giorgia Villa                                                    | Gimnasia              | Artística - Barras Asimétricas F   |
| Alessia Nobilio                                                  | Golf                  | Individual F                       |
| Marco de Tullio                                                  | Natación              | 400 Metros Libres M                |
| Thomas Ceccon                                                    | Natación              | 50 Metros Espalda M                |
| Thomas Ceccon                                                    | Natación              | 200 Metros Combinados M            |
| Vincenzo Maiorca                                                 | Patinaje de Velocidad | Prueba Combinada 500 m M           |
| Nicolò Renna                                                     | Vela                  | Tecno 293+ M                       |
| Claudia Scampoli Nicol Bertozzi                                  | Vóley Playa           | Equipo F                           |
| Bronce                                                           |                       |                                    |
| Carmelo Alessandro Musci                                         | Atletismo             | Lanz. de Bala M                    |
| Niccolo Filoni                                                   | Baloncesto            | Concurso de Volcadas M             |
| Talisa Torretti                                                  | Gimnasia              | Rítmica - Competencia Múltiple F   |
| Rosario Ruggiero                                                 | Karate                | Hasta 68Kg M                       |
| Marco de Tullio                                                  | Natación              | 800 Metros Libres M                |
| Thomas Ceccon                                                    | Natación              | 100 Metros Espalda M               |
| Federico Burdisso                                                | Natación              | 100 Metros Mariposa M              |
| Federico Burdisso                                                | Natación              | 200 Metros Mariposa M              |
| Federico Burdisso Thomas Ceccon Marco de Tullio Johannes Calloni | Natación              | 4 x 100 Metros Libres M            |
| Giorgia Valanzano                                                | Patinaje de Velocidad | Prueba Combinada 500 m F           |
| Gabriele Caulo                                                   | Taekwondo             | Hasta 63Kg M                       |
| Assunta Cennamo                                                  | Taekwondo             | Hasta 63Kg F                       |
| Alessio Crociani                                                 | Triatlón              | Individual M                       |

## Competidores
| Deportes  | Hombres | Mujeres | Total |
| --------- | ------- | ------- | ----- |
| Atletismo | 1       | 1       | 2     |
| Total     | 1       | 1       | 2     |

- Datos: Q48609585
- Multimedia: Italy at the 2018 Summer Youth Olympics / Q48609585